# Distorzija uma (album)
Distorzija uma je ime albuma istoimene splitske hard rock/metal grupe Distorzije uma. Album je snimljen 2003. u produkciji Darka Grubišića a objavljen je u veljači 2004. godine u izdanju Full Metal Jacketa iz Zagreba. Distribucija je obavljena preko Dancing Bear i Dallas records trgovina u Hrvatskoj.

## Popis pjesama
1. "Ljubavna" (4:29)
2. "Jednom" (3:47)
3. "Jedina Moja Ljubavi" (4:10)
4. "Ptica Slobodna" (2:15)
5. "Beskrajno Prazna" (4:06)
6. "Smrt" (2:10)
7. "Sama" (3:43)
8. "Životinja" (1:48)
9. "Rob" (3:22)
10. "Hajducka Pisma" (3:52)
11. "Uspomena" (2:50)

Ukupno vrijeme trajanja albuma je 36:36.